# Національне об'єднання (Франція)
«Національне об'єднання» (фр. Rassemblement national, скорочено RN), до 1 червня 2018 року «Націона́льний фронт» (фр. Front National, скорочено FN) — французька праворадикальна націоналістична політична партія, заснована Жаном-Марі Ле Пеном у 1972 році. Стоїть на засадах французького націоналізму, популізму та євроскептицизму. Більшість політичних оглядачів вважають RN ультраправою. Офіційна кількість членів партії — 83 000. Вважається третьою найбільшою політичною партією Францїї, представлена у національному та Європейському парламенті. Входить до Альянсу європейських національних рухів.

## Історія
Деякий час Національний фронт співпрацював з українською партією ВО «Свобода» через Альянс Європейських Національних Рухів.
25 травня 2014 року Національний фронт Ле Пен здобув перемогу у Франції на виборах в Європарламент набравши 26 % голосів виборців, випередивши консервативний Союз на підтримку народного руху соціалістів, що прийшли до влади в 2012 році, які зазнали серйозної поразки, набравши всього близько 14 %.
У вересні 2021 року Марін Ле Пен пішла з посади голови партії, щоб присвятити себе президентським виборам наступного року, тимчасовим виконувачем обов'язків голови партії став Жордан Барделла.
На парламентських виборах 2022 року партія здобула рекордні для неї 89 місць проти 8, здобутих на виборах 2017 року, що дозволило сформувати парламентську групу вперше з 1986 року. Марін Ле Пен заявила, що піде з посади голови партії, аби очолити парламентську фракцію.
5 листопада 2022 року Жордан Барделла офіційно став головою партії, за це рішення на партійному з'їзді проголосували майже 85 % делегатів. Партію вперше очолила людина, яка не є членом родини Ле Пен.
31 березня 2025 року, після того, як учасницю цієї партії Марін Ле Пен звинуватили у викраданні грошей від ЄС, партію зобов'язали сплатити штраф у розмірі 2 млн євро.

## Політична програма
Відзначається антиєвропейською та праворадикальною риторикою, націоналістичними поглядами і наголошує проти розширення Євросоюзу. Головною ж зовнішньополітичною метою Національного фронту є припинення існування ЄС і НАТО, а також заміна цих утворень «партнерством незалежних країн». Це партнерство, на їх думку, має включати в себе Росію і керуватися потрійним союзом Берліна, Парижа і Москви.

## Російський банківський кредит
Оскільки французькі банки відмовляли партії у фінансуванні, то керівництво звернулося до закордонних банків. 23 листопада з'явилася інформація, що Чесько-російський банк (власник росіянин Роман Попов) виділив на проведення виборчої компанії кредит в 9 млн євро. Перша частина в 2 млн євро станом на листопад 2014 року вже надійшла. У листопаді 2014 року Марін Ле Пен підтвердила, що партія отримала кредит в розмірі 9 мільйонів євро від Першого Чесько-Російського банку (ПЧРБ) в Москві для Національного фронту. У квітні 2015 року група хакерів опублікувала тексти та електронні листи між Тимуром Прокопенком, членом адміністрації Путіна, і Костянтином Риковим, колишнім депутатом Думи, які мають зв'язки з Францією, що обговорювали фінансову допомогу Росії Національному фронту в обмін на підтримку російської анексії Криму.

## Висловлювання лідерів
Марін Ле Пен жорстко висловлювалася з приводу політики Франції щодо імміграції. Європарламент звинуватив її у «підбурюванні до расової ненависті» і позбавив депутатського імунітету. Марін Ле Пен також висловлювала захоплення Путіним та його політикою.

## «Національний фронт» та Україна
Національний фронт Ле Пен серед інших ультраправих Євросоюзу є одним із основних союзників і прихильників політики Володимира Путіна в Європі. Марін Ле Пен охарактеризувала президента Росії Володимира Путіна як «захисника християнської спадщини європейської цивілізації». Національний фронт вважає, що Україну підпорядкували США через українську кризу. Національний фронт засуджує антиросійські настрої в Східній Європі і підпорядкування Західної Європи інтересам НАТО в регіоні.
Різні[хто саме?] неонацисти і неофашисти і представники Національного фронту, склали основну частину європейських «спостерігачів» за нелегітимним «референдумом» у Криму і підтримали анексію Криму Росією в 2014 році.
У квітні 2014 лідер французьких націоналістів Марін Ле Пен публічно заявила про підтримку терористів на Сході України, а в середині травня сказала, що розділяє з Путіним єдині цінності та заявила, що хоче федералізації в Україні.

## Критика
Національний фронт і його лідери не раз потрапляли в скандали через звинувачення в антисемітизмі та расизмі. Так, наприклад, в Національному фронті виступали за заборону в школах Франції спеціального меню для учнів-мусульман, а мусульман, які вчиняють намаз на французьких вулицях, порівнювали з німецькими окупантами часів Другої світової.
У травні 2014 міністр фінансів ФРН Вольфганг Шойбле, коментуючи результати виборів в Європарламент, назвав партію «Національний фронт» Марін Ле Пен «фашистською».